# Lluïsa de Hessen-Darmstadt (1757-1830)
Lluïsa de Hessen-Darmstadt (en alemany Luise von Hessen-Darmstadt) va néixer a Berlín el 30 de gener de 1757 i va morir a la mateixa ciutat el 14 de febrer de 1830. Era filla del landgravi Lluís IX (1719-1790) i de Carolina de Zweibrucken-Birkenfeld (1721-1774).

## Matrimoni i fills
El 1775 es va casar amb Carles August de Saxònia-Weimar-Eisenach (1757-1828), fill del duc Ernest August II (1737-1758) i d'Anna Amàlia de Brunswick-Wolfenbüttel (1739-1807). Amb aquest casament es pretenia consolidar la posició del ducat de Saxònia al cor del Sacre Imperi Romanogermànic, ja que amb anterioritat la seva germana Frederica Lluïsa (1751-1805) s'havia casat amb el rei Frederic Guillem II de Prússia, i l'altra gemana Guillemina Lluïsa (1755-1776) ho havia fet amb el tsar Pau I de Rússia. El matrimoni va tenir set fills, tres dels quals van morir en néixer:
- Lluïsa (1779-1784).
- Una filla nascuda morta el 1781.
- Carles Frederic (1783-1853) que el 1804 es casà amb Maria de Rússia, germana del tsar Alexandre I.
- Un fill nascut mort el 1785.
- Carolina (1786-1816), que el 1810 es casà amb Frederic Lluís, Gran Duc de Mecklenburg-Schwerin (1778-1819).
- Un fill nascut mort el 1789.
- Bernat (1792-1862), que el 1816 es casà amb Ida de Saxònia-Meiningen (morta el 1852), filla del duc Jordi I de Saxònia-Meiningen.